# Românești, Bacău
Românești este un sat în comuna Berești-Tazlău din județul Bacău, Moldova, România.